# (5427) Jensmartin
(5427) Jensmartin es un asteroide que forma parte del cinturón interior de asteroides, descubierto el 13 de mayo de 1986 por Poul Jensen desde el Observatorio Brorfelde, Holbæk, Dinamarca.

## Designación y nombre
Designado provisionalmente como 1986 JQ. Fue nombrado Jensmartin en honor al astrofísico danés Jens Martin Knudsen especializado en la espectroscopía Mössbauer de meteoritos y la exploración de Marte. A través de la enseñanza que impartía con entusiasmo y otras actividades al alcance de todo el público, infundió a varias generaciones de estudiantes y ayudó a establecer la exploración espacial en la agenda pública.

## Características orbitales
Jensmartin está situado a una distancia media del Sol de 1,931 ua, pudiendo alejarse hasta 2,075 ua y acercarse hasta 1,787 ua. Su excentricidad es 0,074 y la inclinación orbital 20,39 grados. Emplea 980,665 días en completar una órbita alrededor del Sol.

## Características físicas
La magnitud absoluta de Jensmartin es 13,6. Tiene 3,129 km de diámetro y su albedo se estima en 0,788. 